# Melanorivulus scalaris
Melanorivulus scalaris, es un pez actinopeterigio de agua dulce, de la familia de los rivulines.
Su nombre rossoi deriva del latín scalaris, escalera, en alusión al patrón de color de los machos que consiste en barras oblicuas rojas con bordes posteriores doblados, parecidos a pequeños cuadrados alineados para formar escaleras.

## Distribución y hábitat
Se distribuye por Brasil, en tres afluentes del río Paraná: los ríos Sucurúi, Aporé y Correntes; también en la cabecera del río Taquari, un afluente de la cuenca del río Paraguay. Habita arroyos de agua tropical, con comporatmiento bentopelágico.